# ريك بلاك
ريك بلاك هو لاعب كرة القدم الكندية كندي، ولد في 1943 في أوتاوا في كندا.